# The Beast of Alice Cooper
Albums de Alice Cooper
Hey Stoopid
(1991) A Man Called Alice
(1993)
The Beast of Alice Cooper est le troisième album compilation d'Alice Cooper.

## Titres
1. School's Out
2. Under My Wheels
3. Billion Dollar Babies
4. Be My Lover
5. Desperado
6. Is It My Body
7. Only Women Bleed
8. Elected
9. I'm Eighteen
10. Hello Hooray
11. No More Mr Nice Guy
12. Teenage Lament
13. Muscle Of Love
14. Department Of Youth

## Commentaires
Le titre de cet album, Beast of, est un jeu de mots, entre la dénomination habituelle Best of et le côté bestial d'Alice Cooper.